# Бартош Віталій Валерійович
Віталій Валерійович Бартош (20 серпня 1998 — 6 березня 2022) — український військовослужбовець, старший лейтенант 128 ОГШБр Збройних сил України, учасник російсько-української війни. Лицар ордена Богдана Хмельницького III ступеня (2022, посмертно).

## Життєпис
2019 року закінчив Національну академію сухопутних військ імені гетьмана Петра Сагайдачного. Відтоді служив командиром гірсько-штурмового взводу 128-ї окремої гірсько-штурмової бригади.
Загинув 6 березня 2022 року під час повномасштабного російського вторгнення в Україну.

## Нагороди
- орден Богдана Хмельницького III ступеня (16 березня 2022, посмертно) — за особисту мужність і самовіддані дії, виявлені у захисті державного суверенітету та територіальної цілісності України, вірність військовій присязі[2].